# Volta a la Gran Bretanya 2024
La Volta a la Gran Bretanya 2024, 20a edició del Volta a la Gran Bretanya es va disputar entre el 3 i el 8 de setembre de 2024 sobre un recorregut de 936,5 km repartits entre sis etapes. La cursa formava part del calendari de l'UCI ProSeries 2024, amb una categoria 2.Pro.
El vencedor final fou el gal·lès Stephen Williams (Israel-Premier Tech). L'acompanyaren al podi l'escocès Oscar Onley (Team DSM-Firmenich PostNL) i el francès Tom Donnenwirth (Decathlon AG2R La Mondiale Development).

## Equips
L'organització convidà a prendre part en la cursa a divuit equips: quatre equips UCI WorldTeams, tres UCI ProTeams, deu equips continentals i una selecció nacional:
| WorldTeams (4)- Bahrain Victorious - Ineos Grenadiers - Soudal Quick-Step - Team dsm-firmenich PostNL ProTeams (3)- Israel-Premier Tech - Q36.5 Pro Cycling Team - Uno-X Mobility Equips continentals (10)- Equipe continentale Groupama-FDJ - Decathlon AG2R La Mondiale Development Team - Global 6 United - Lidl-Trek Future Racing - Project Echelon Racing - Rembe Pro Cycling Team Sauerland - Trinity Racing - Sabgal / Anicolor - Saint Piran - Van Rysel-Roubaix Equip nacional- Gran Bretanya |
| |

## Etapes
| Etapa    | Data     | Ciutats d'etapa           | type              | Distància (km) | Desnivell (m) | Vencedor de l'etapa | Líder de la general |
| -------- | -------- | ------------------------- | ----------------- | -------------- | ------------- | ------------------- | ------------------- |
| 1a etapa | 3 de set | Kelso – Kelso             | etapa accidentada | 181,9          | 2.381 m       | Paul Magnier        | Paul Magnier        |
| 2a etapa | 4 de set | Darlington – Redcar       | etapa accidentada | 152            | 2.594 m       | Stephen Williams    | Stephen Williams    |
| 3a etapa | 5 de set | Sheffield – Barnsley      | etapa accidentada | 166,1          | 2.736 m       | Stephen Williams    | Stephen Williams    |
| 4a etapa | 6 de set | Derby – Newark-on-Trent   | etapa plana       | 138,5          | 1.229 m       | Paul Magnier        | Stephen Williams    |
| 5a etapa | 7 de set | Northampton – Northampton | etapa plana       | 140            | 1.276 m       | Paul Magnier        | Stephen Williams    |
| 6a etapa | 8 de set | Lowestoft – Felixstowe    | etapa plana       | 158            | 817 m         | Matevž Govekar      | Stephen Williams    |

### Etapa 1
| \| Classificació de l'etapa \| Classificació de l'etapa \| Classificació de l'etapa \| Classificació de l'etapa \| Classificació de l'etapa \| \| Corredor \| Corredor \| Equip \| Temps \| \| \| ------------------------ \| ------------------------ \| ------------------------- \| ------------------------ \| ------------------------ \| \| 1r \| Paul Magnier \| Soudal Quick-Step \| 4h 11' 45" \| \| \| 2n \| Ethan Vernon \| Israel-Premier Tech \| + 0" \| \| \| 3r \| Robert Donaldson \| Trinity Racing \| + 0" \| \| \| 4t \| Thomas Pidcock \| Ineos Grenadiers \| + 0" \| \| \| 5è \| Casper van Uden \| Team dsm-firmenich PostNL \| + 0" \| \| \| 6è \| Rory Townsend \| Q36.5 Pro Cycling Team \| + 0" \| \| \| 7è \| Edoardo Zambanini \| Bahrain Victorious \| + 0" \| \| \| 8è \| Matevž Govekar \| Bahrain Victorious \| + 0" \| \| \| 9è \| Jake Stewart \| Israel-Premier Tech \| + 0" \| \| \| 10è \| Norman Vahtra \| Van Rysel-Roubaix \| + 0" \| \| |                   |                           |            |
| |                   |                           |            |
| |                   |                           |            |
| Classificació de l'etapa |                   |                           |            |
| Corredor | Corredor          | Equip                     | Temps      |
| 1r | Paul Magnier      | Soudal Quick-Step         | 4h 11' 45" |
| 2n | Ethan Vernon      | Israel-Premier Tech       | + 0"       |
| 3r | Robert Donaldson  | Trinity Racing            | + 0"       |
| 4t | Thomas Pidcock    | Ineos Grenadiers          | + 0"       |
| 5è | Casper van Uden   | Team dsm-firmenich PostNL | + 0"       |
| 6è | Rory Townsend     | Q36.5 Pro Cycling Team    | + 0"       |
| 7è | Edoardo Zambanini | Bahrain Victorious        | + 0"       |
| 8è | Matevž Govekar    | Bahrain Victorious        | + 0"       |
| 9è | Jake Stewart      | Israel-Premier Tech       | + 0"       |
| 10è | Norman Vahtra     | Van Rysel-Roubaix         | + 0"       |

| \| Classificació general \| Classificació general \| Classificació general \| Classificació general \| Classificació general \| \| Corredor \| Corredor \| Equip \| Temps \| \| \| --------------------- \| --------------------- \| ------------------------- \| --------------------- \| --------------------- \| \| 1r \| Paul Magnier \| Soudal Quick-Step \| 4h 11' 35" \| \| \| 2n \| Julius Johansen \| Sabgal-Anicolor \| + 1" \| \| \| 3r \| Ethan Vernon \| Israel-Premier Tech \| + 4" \| \| \| 4t \| Robert Donaldson \| Trinity Racing \| + 6" \| \| \| 5è \| Thomas Pidcock \| Ineos Grenadiers \| + 8" \| \| \| 6è \| Jonas Abrahamsen \| Uno-X Mobility \| + 9" \| \| \| 7è \| Ben Turner \| Ineos Grenadiers \| + 9" \| \| \| 8è \| Casper van Uden \| Team dsm-firmenich PostNL \| + 10" \| \| \| 9è \| Rory Townsend \| Q36.5 Pro Cycling Team \| + 10" \| \| \| 10è \| Edoardo Zambanini \| Bahrain Victorious \| + 10" \| \| |                   |                           |            |
| |                   |                           |            |
| |                   |                           |            |
| Classificació general |                   |                           |            |
| Corredor | Corredor          | Equip                     | Temps      |
| 1r | Paul Magnier      | Soudal Quick-Step         | 4h 11' 35" |
| 2n | Julius Johansen   | Sabgal-Anicolor           | + 1"       |
| 3r | Ethan Vernon      | Israel-Premier Tech       | + 4"       |
| 4t | Robert Donaldson  | Trinity Racing            | + 6"       |
| 5è | Thomas Pidcock    | Ineos Grenadiers          | + 8"       |
| 6è | Jonas Abrahamsen  | Uno-X Mobility            | + 9"       |
| 7è | Ben Turner        | Ineos Grenadiers          | + 9"       |
| 8è | Casper van Uden   | Team dsm-firmenich PostNL | + 10"      |
| 9è | Rory Townsend     | Q36.5 Pro Cycling Team    | + 10"      |
| 10è | Edoardo Zambanini | Bahrain Victorious        | + 10"      |

### Etapa 2
| \| Classificació de l'etapa \| Classificació de l'etapa \| Classificació de l'etapa \| Classificació de l'etapa \| Classificació de l'etapa \| \| Corredor \| Corredor \| Equip \| Temps \| \| \| ------------------------ \| ------------------------ \| -------------------------------------- \| ------------------------ \| ------------------------ \| \| 1r \| Stephen Williams \| Israel-Premier Tech \| 3h 37' 25" \| \| \| 2n \| Julian Alaphilippe \| Soudal Quick-Step \| + 0" \| \| \| 3r \| Oscar Onley \| Team dsm-firmenich PostNL \| + 0" \| \| \| 4t \| Joseph Blackmore \| Israel-Premier Tech \| + 21" \| \| \| 5è \| Remco Evenepoel \| Soudal Quick-Step \| + 21" \| \| \| 6è \| Louis Sutton \| Gran Bretanya \| + 21" \| \| \| 7è \| Tom Donnenwirth \| Decathlon AG2R La Mondiale Development \| + 21" \| \| \| 8è \| Mark Donovan \| Q36.5 Pro Cycling Team \| + 21" \| \| \| 9è \| Paul Magnier \| Soudal Quick-Step \| + 1' 27" \| \| \| 10è \| Matevž Govekar \| Bahrain Victorious \| + 1' 27" \| \| |                    |                                        |            |
| |                    |                                        |            |
| |                    |                                        |            |
| Classificació de l'etapa |                    |                                        |            |
| Corredor | Corredor           | Equip                                  | Temps      |
| 1r | Stephen Williams   | Israel-Premier Tech                    | 3h 37' 25" |
| 2n | Julian Alaphilippe | Soudal Quick-Step                      | + 0"       |
| 3r | Oscar Onley        | Team dsm-firmenich PostNL              | + 0"       |
| 4t | Joseph Blackmore   | Israel-Premier Tech                    | + 21"      |
| 5è | Remco Evenepoel    | Soudal Quick-Step                      | + 21"      |
| 6è | Louis Sutton       | Gran Bretanya                          | + 21"      |
| 7è | Tom Donnenwirth    | Decathlon AG2R La Mondiale Development | + 21"      |
| 8è | Mark Donovan       | Q36.5 Pro Cycling Team                 | + 21"      |
| 9è | Paul Magnier       | Soudal Quick-Step                      | + 1' 27"   |
| 10è | Matevž Govekar     | Bahrain Victorious                     | + 1' 27"   |

| \| Classificació general \| Classificació general \| Classificació general \| Classificació general \| Classificació general \| \| Corredor \| Corredor \| Equip \| Temps \| \| \| --------------------- \| --------------------- \| -------------------------------------- \| --------------------- \| --------------------- \| \| 1r \| Stephen Williams \| Israel-Premier Tech \| 7h 49' 00" \| \| \| 2n \| Oscar Onley \| Team dsm-firmenich PostNL \| + 6" \| \| \| 3r \| Julian Alaphilippe \| Soudal Quick-Step \| + 16" \| \| \| 4t \| Mark Donovan \| Q36.5 Pro Cycling Team \| + 31" \| \| \| 5è \| Joseph Blackmore \| Israel-Premier Tech \| + 31" \| \| \| 6è \| Tom Donnenwirth \| Decathlon AG2R La Mondiale Development \| + 31" \| \| \| 7è \| Louis Sutton \| Gran Bretanya \| + 31" \| \| \| 8è \| Remco Evenepoel \| Soudal Quick-Step \| + 31" \| \| \| 9è \| Paul Magnier \| Soudal Quick-Step \| + 1' 27" \| \| \| 10è \| Julius Johansen \| Sabgal-Anicolor \| + 1' 28" \| \| |                    |                                        |            |
| |                    |                                        |            |
| |                    |                                        |            |
| Classificació general |                    |                                        |            |
| Corredor | Corredor           | Equip                                  | Temps      |
| 1r | Stephen Williams   | Israel-Premier Tech                    | 7h 49' 00" |
| 2n | Oscar Onley        | Team dsm-firmenich PostNL              | + 6"       |
| 3r | Julian Alaphilippe | Soudal Quick-Step                      | + 16"      |
| 4t | Mark Donovan       | Q36.5 Pro Cycling Team                 | + 31"      |
| 5è | Joseph Blackmore   | Israel-Premier Tech                    | + 31"      |
| 6è | Tom Donnenwirth    | Decathlon AG2R La Mondiale Development | + 31"      |
| 7è | Louis Sutton       | Gran Bretanya                          | + 31"      |
| 8è | Remco Evenepoel    | Soudal Quick-Step                      | + 31"      |
| 9è | Paul Magnier       | Soudal Quick-Step                      | + 1' 27"   |
| 10è | Julius Johansen    | Sabgal-Anicolor                        | + 1' 28"   |

### Etapa 3
| \| Classificació de l'etapa \| Classificació de l'etapa \| Classificació de l'etapa \| Classificació de l'etapa \| Classificació de l'etapa \| \| Corredor \| Corredor \| Equip \| Temps \| \| \| ------------------------ \| ------------------------ \| ------------------------- \| ------------------------ \| ------------------------ \| \| 1r \| Stephen Williams \| Israel-Premier Tech \| 3h 50' 03" \| \| \| 2n \| Paul Magnier \| Soudal Quick-Step \| + 0" \| \| \| 3r \| Edoardo Zambanini \| Bahrain Victorious \| + 0" \| \| \| 4t \| Jelte Krijnsen \| Q36.5 Pro Cycling Team \| + 0" \| \| \| 5è \| Oscar Onley \| Team dsm-firmenich PostNL \| + 0" \| \| \| 6è \| Thomas Pidcock \| Ineos Grenadiers \| + 0" \| \| \| 7è \| Markus Hoelgaard \| Uno-X Mobility \| + 0" \| \| \| 8è \| Mark Donovan \| Q36.5 Pro Cycling Team \| + 0" \| \| \| 9è \| Joseph Blackmore \| Israel-Premier Tech \| + 0" \| \| \| 10è \| Callum Thornley \| Trinity Racing \| + 0" \| \| |                   |                           |            |
| |                   |                           |            |
| |                   |                           |            |
| Classificació de l'etapa |                   |                           |            |
| Corredor | Corredor          | Equip                     | Temps      |
| 1r | Stephen Williams  | Israel-Premier Tech       | 3h 50' 03" |
| 2n | Paul Magnier      | Soudal Quick-Step         | + 0"       |
| 3r | Edoardo Zambanini | Bahrain Victorious        | + 0"       |
| 4t | Jelte Krijnsen    | Q36.5 Pro Cycling Team    | + 0"       |
| 5è | Oscar Onley       | Team dsm-firmenich PostNL | + 0"       |
| 6è | Thomas Pidcock    | Ineos Grenadiers          | + 0"       |
| 7è | Markus Hoelgaard  | Uno-X Mobility            | + 0"       |
| 8è | Mark Donovan      | Q36.5 Pro Cycling Team    | + 0"       |
| 9è | Joseph Blackmore  | Israel-Premier Tech       | + 0"       |
| 10è | Callum Thornley   | Trinity Racing            | + 0"       |

| \| Classificació general \| Classificació general \| Classificació general \| Classificació general \| Classificació general \| \| Corredor \| Corredor \| Equip \| Temps \| \| \| --------------------- \| --------------------- \| -------------------------------------- \| --------------------- \| --------------------- \| \| 1r \| Stephen Williams \| Israel-Premier Tech \| 11h 38' 53" \| \| \| 2n \| Oscar Onley \| Team dsm-firmenich PostNL \| + 16" \| \| \| 3r \| Mark Donovan \| Q36.5 Pro Cycling Team \| + 41" \| \| \| 4t \| Joseph Blackmore \| Israel-Premier Tech \| + 41" \| \| \| 5è \| Tom Donnenwirth \| Decathlon AG2R La Mondiale Development \| + 41" \| \| \| 6è \| Louis Sutton \| Gran Bretanya \| + 1' 05" \| \| \| 7è \| Paul Magnier \| Soudal Quick-Step \| + 1' 31" \| \| \| 8è \| Julian Alaphilippe \| Soudal Quick-Step \| + 1' 33" \| \| \| 9è \| Edoardo Zambanini \| Bahrain Victorious \| + 1' 43" \| \| \| 10è \| Jelte Krijnsen \| Q36.5 Pro Cycling Team \| + 1' 44" \| \| |                    |                                        |             |
| |                    |                                        |             |
| |                    |                                        |             |
| Classificació general |                    |                                        |             |
| Corredor | Corredor           | Equip                                  | Temps       |
| 1r | Stephen Williams   | Israel-Premier Tech                    | 11h 38' 53" |
| 2n | Oscar Onley        | Team dsm-firmenich PostNL              | + 16"       |
| 3r | Mark Donovan       | Q36.5 Pro Cycling Team                 | + 41"       |
| 4t | Joseph Blackmore   | Israel-Premier Tech                    | + 41"       |
| 5è | Tom Donnenwirth    | Decathlon AG2R La Mondiale Development | + 41"       |
| 6è | Louis Sutton       | Gran Bretanya                          | + 1' 05"    |
| 7è | Paul Magnier       | Soudal Quick-Step                      | + 1' 31"    |
| 8è | Julian Alaphilippe | Soudal Quick-Step                      | + 1' 33"    |
| 9è | Edoardo Zambanini  | Bahrain Victorious                     | + 1' 43"    |
| 10è | Jelte Krijnsen     | Q36.5 Pro Cycling Team                 | + 1' 44"    |

### Etapa 4
| \| Classificació de l'etapa \| Classificació de l'etapa \| Classificació de l'etapa \| Classificació de l'etapa \| Classificació de l'etapa \| \| Corredor \| Corredor \| Equip \| Temps \| \| \| ------------------------ \| ------------------------ \| -------------------------------- \| ------------------------ \| ------------------------ \| \| 1r \| Paul Magnier \| Soudal Quick-Step \| 3h 11' 54" \| \| \| 2n \| Ethan Vernon \| Israel-Premier Tech \| + 0" \| \| \| 3r \| Erlend Blikra \| Uno-X Mobility \| + 0" \| \| \| 4t \| Noah Hobbs \| Équipe continentale Groupama-FDJ \| + 0" \| \| \| 5è \| Matevž Govekar \| Bahrain Victorious \| + 0" \| \| \| 6è \| Robert Donaldson \| Trinity Racing \| + 0" \| \| \| 7è \| Ethan Hayter \| Ineos Grenadiers \| + 0" \| \| \| 8è \| Rory Townsend \| Q36.5 Pro Cycling Team \| + 0" \| \| \| 9è \| Casper van Uden \| Team dsm-firmenich PostNL \| + 0" \| \| \| 10è \| Thomas Pidcock \| Ineos Grenadiers \| + 0" \| \| |                  |                                  |            |
| |                  |                                  |            |
| |                  |                                  |            |
| Classificació de l'etapa |                  |                                  |            |
| Corredor | Corredor         | Equip                            | Temps      |
| 1r | Paul Magnier     | Soudal Quick-Step                | 3h 11' 54" |
| 2n | Ethan Vernon     | Israel-Premier Tech              | + 0"       |
| 3r | Erlend Blikra    | Uno-X Mobility                   | + 0"       |
| 4t | Noah Hobbs       | Équipe continentale Groupama-FDJ | + 0"       |
| 5è | Matevž Govekar   | Bahrain Victorious               | + 0"       |
| 6è | Robert Donaldson | Trinity Racing                   | + 0"       |
| 7è | Ethan Hayter     | Ineos Grenadiers                 | + 0"       |
| 8è | Rory Townsend    | Q36.5 Pro Cycling Team           | + 0"       |
| 9è | Casper van Uden  | Team dsm-firmenich PostNL        | + 0"       |
| 10è | Thomas Pidcock   | Ineos Grenadiers                 | + 0"       |

| \| Classificació general \| Classificació general \| Classificació general \| Classificació general \| Classificació general \| \| Corredor \| Corredor \| Equip \| Temps \| \| \| --------------------- \| --------------------- \| -------------------------------------- \| --------------------- \| --------------------- \| \| 1r \| Stephen Williams \| Israel-Premier Tech \| 14h 50' 47" \| \| \| 2n \| Oscar Onley \| Team dsm-firmenich PostNL \| + 16" \| \| \| 3r \| Mark Donovan \| Q36.5 Pro Cycling Team \| + 40" \| \| \| 4t \| Joseph Blackmore \| Israel-Premier Tech \| + 41" \| \| \| 5è \| Tom Donnenwirth \| Decathlon AG2R La Mondiale Development \| + 41" \| \| \| 6è \| Louis Sutton \| Gran Bretanya \| + 1' 05" \| \| \| 7è \| Paul Magnier \| Soudal Quick-Step \| + 1' 21" \| \| \| 8è \| Julian Alaphilippe \| Soudal Quick-Step \| + 1' 33" \| \| \| 9è \| Jelte Krijnsen \| Q36.5 Pro Cycling Team \| + 1' 42" \| \| \| 10è \| Edoardo Zambanini \| Bahrain Victorious \| + 1' 43" \| \| |                    |                                        |             |
| |                    |                                        |             |
| |                    |                                        |             |
| Classificació general |                    |                                        |             |
| Corredor | Corredor           | Equip                                  | Temps       |
| 1r | Stephen Williams   | Israel-Premier Tech                    | 14h 50' 47" |
| 2n | Oscar Onley        | Team dsm-firmenich PostNL              | + 16"       |
| 3r | Mark Donovan       | Q36.5 Pro Cycling Team                 | + 40"       |
| 4t | Joseph Blackmore   | Israel-Premier Tech                    | + 41"       |
| 5è | Tom Donnenwirth    | Decathlon AG2R La Mondiale Development | + 41"       |
| 6è | Louis Sutton       | Gran Bretanya                          | + 1' 05"    |
| 7è | Paul Magnier       | Soudal Quick-Step                      | + 1' 21"    |
| 8è | Julian Alaphilippe | Soudal Quick-Step                      | + 1' 33"    |
| 9è | Jelte Krijnsen     | Q36.5 Pro Cycling Team                 | + 1' 42"    |
| 10è | Edoardo Zambanini  | Bahrain Victorious                     | + 1' 43"    |

### Etapa 5
| \| Classificació de l'etapa \| Classificació de l'etapa \| Classificació de l'etapa \| Classificació de l'etapa \| Classificació de l'etapa \| \| Corredor \| Corredor \| Equip \| Temps \| \| \| ------------------------ \| ------------------------ \| -------------------------------------- \| ------------------------ \| ------------------------ \| \| 1r \| Paul Magnier \| Soudal Quick-Step \| 3h 12' 09" \| \| \| 2n \| Erlend Blikra \| Uno-X Mobility \| + 0" \| \| \| 3r \| Ethan Vernon \| Israel-Premier Tech \| + 0" \| \| \| 4t \| Matevž Govekar \| Bahrain Victorious \| + 0" \| \| \| 5è \| Rasmus Søjberg Pedersen \| Decathlon AG2R La Mondiale Development \| + 0" \| \| \| 6è \| Robert Donaldson \| Trinity Racing \| + 0" \| \| \| 7è \| Ethan Hayter \| Ineos Grenadiers \| + 0" \| \| \| 8è \| Tom Donnenwirth \| Decathlon AG2R La Mondiale Development \| + 0" \| \| \| 9è \| Rory Townsend \| Q36.5 Pro Cycling Team \| + 0" \| \| \| 10è \| Casper van Uden \| Team dsm-firmenich PostNL \| + 0" \| \| |                         |                                        |            |
| |                         |                                        |            |
| |                         |                                        |            |
| Classificació de l'etapa |                         |                                        |            |
| Corredor | Corredor                | Equip                                  | Temps      |
| 1r | Paul Magnier            | Soudal Quick-Step                      | 3h 12' 09" |
| 2n | Erlend Blikra           | Uno-X Mobility                         | + 0"       |
| 3r | Ethan Vernon            | Israel-Premier Tech                    | + 0"       |
| 4t | Matevž Govekar          | Bahrain Victorious                     | + 0"       |
| 5è | Rasmus Søjberg Pedersen | Decathlon AG2R La Mondiale Development | + 0"       |
| 6è | Robert Donaldson        | Trinity Racing                         | + 0"       |
| 7è | Ethan Hayter            | Ineos Grenadiers                       | + 0"       |
| 8è | Tom Donnenwirth         | Decathlon AG2R La Mondiale Development | + 0"       |
| 9è | Rory Townsend           | Q36.5 Pro Cycling Team                 | + 0"       |
| 10è | Casper van Uden         | Team dsm-firmenich PostNL              | + 0"       |

| \| Classificació general \| Classificació general \| Classificació general \| Classificació general \| Classificació general \| \| Corredor \| Corredor \| Equip \| Temps \| \| \| --------------------- \| --------------------- \| -------------------------------------- \| --------------------- \| --------------------- \| \| 1r \| Stephen Williams \| Israel-Premier Tech \| 18h 02' 56" \| \| \| 2n \| Oscar Onley \| Team dsm-firmenich PostNL \| + 16" \| \| \| 3r \| Mark Donovan \| Q36.5 Pro Cycling Team \| + 40" \| \| \| 4t \| Tom Donnenwirth \| Decathlon AG2R La Mondiale Development \| + 41" \| \| \| 5è \| Joseph Blackmore \| Israel-Premier Tech \| + 41" \| \| \| 6è \| Paul Magnier \| Soudal Quick-Step \| + 1' 11" \| \| \| 7è \| Jelte Krijnsen \| Q36.5 Pro Cycling Team \| + 1' 42" \| \| \| 8è \| Edoardo Zambanini \| Bahrain Victorious \| + 1' 43" \| \| \| 9è \| Julius Johansen \| Sabgal-Anicolor \| + 1' 45" \| \| \| 10è \| Julian Alaphilippe \| Soudal Quick-Step \| + 1' 45" \| \| |                    |                                        |             |
| |                    |                                        |             |
| |                    |                                        |             |
| Classificació general |                    |                                        |             |
| Corredor | Corredor           | Equip                                  | Temps       |
| 1r | Stephen Williams   | Israel-Premier Tech                    | 18h 02' 56" |
| 2n | Oscar Onley        | Team dsm-firmenich PostNL              | + 16"       |
| 3r | Mark Donovan       | Q36.5 Pro Cycling Team                 | + 40"       |
| 4t | Tom Donnenwirth    | Decathlon AG2R La Mondiale Development | + 41"       |
| 5è | Joseph Blackmore   | Israel-Premier Tech                    | + 41"       |
| 6è | Paul Magnier       | Soudal Quick-Step                      | + 1' 11"    |
| 7è | Jelte Krijnsen     | Q36.5 Pro Cycling Team                 | + 1' 42"    |
| 8è | Edoardo Zambanini  | Bahrain Victorious                     | + 1' 43"    |
| 9è | Julius Johansen    | Sabgal-Anicolor                        | + 1' 45"    |
| 10è | Julian Alaphilippe | Soudal Quick-Step                      | + 1' 45"    |

### Etapa 6
| \| Classificació de l'etapa \| Classificació de l'etapa \| Classificació de l'etapa \| Classificació de l'etapa \| Classificació de l'etapa \| \| Corredor \| Corredor \| Equip \| Temps \| \| \| ------------------------ \| ------------------------ \| -------------------------------------- \| ------------------------ \| ------------------------ \| \| 1r \| Matevž Govekar \| Bahrain Victorious \| 3h 22' 18" \| \| \| 2n \| Rasmus Søjberg Pedersen \| Decathlon AG2R La Mondiale Development \| + 0" \| \| \| 3r \| Ben Swift \| Ineos Grenadiers \| + 0" \| \| \| 4t \| Ethan Vernon \| Israel-Premier Tech \| + 0" \| \| \| 5è \| Erlend Blikra \| Uno-X Mobility \| + 0" \| \| \| 6è \| Rory Townsend \| Q36.5 Pro Cycling Team \| + 0" \| \| \| 7è \| Noah Hobbs \| Équipe continentale Groupama-FDJ \| + 0" \| \| \| 8è \| Robert Donaldson \| Trinity Racing \| + 0" \| \| \| 9è \| Jonas Abrahamsen \| Uno-X Mobility \| + 0" \| \| \| 10è \| Sean Flynn \| Team dsm-firmenich PostNL \| + 0" \| \| |                         |                                        |            |
| |                         |                                        |            |
| |                         |                                        |            |
| Classificació de l'etapa |                         |                                        |            |
| Corredor | Corredor                | Equip                                  | Temps      |
| 1r | Matevž Govekar          | Bahrain Victorious                     | 3h 22' 18" |
| 2n | Rasmus Søjberg Pedersen | Decathlon AG2R La Mondiale Development | + 0"       |
| 3r | Ben Swift               | Ineos Grenadiers                       | + 0"       |
| 4t | Ethan Vernon            | Israel-Premier Tech                    | + 0"       |
| 5è | Erlend Blikra           | Uno-X Mobility                         | + 0"       |
| 6è | Rory Townsend           | Q36.5 Pro Cycling Team                 | + 0"       |
| 7è | Noah Hobbs              | Équipe continentale Groupama-FDJ       | + 0"       |
| 8è | Robert Donaldson        | Trinity Racing                         | + 0"       |
| 9è | Jonas Abrahamsen        | Uno-X Mobility                         | + 0"       |
| 10è | Sean Flynn              | Team dsm-firmenich PostNL              | + 0"       |

## Classificació final
| \| Classificació general \| Classificació general \| Classificació general \| Classificació general \| Classificació general \| \| Corredor \| Corredor \| Equip \| Temps \| \| \| --------------------- \| --------------------- \| -------------------------------------- \| --------------------- \| --------------------- \| \| 1r \| Stephen Williams \| Israel-Premier Tech \| 21h 25' 14" \| \| \| 2n \| Oscar Onley \| Team dsm-firmenich PostNL \| + 16" \| \| \| 3r \| Tom Donnenwirth \| Decathlon AG2R La Mondiale Development \| + 36" \| \| \| 4t \| Mark Donovan \| Q36.5 Pro Cycling Team \| + 40" \| \| \| 5è \| Joseph Blackmore \| Israel-Premier Tech \| + 41" \| \| \| 6è \| Jelte Krijnsen \| Q36.5 Pro Cycling Team \| + 1' 39" \| \| \| 7è \| Edoardo Zambanini \| Bahrain Victorious \| + 1' 40" \| \| \| 8è \| Mathias Bregnhøj \| Sabgal-Anicolor \| + 1' 58" \| \| \| 9è \| Noa Isidore \| Decathlon AG2R La Mondiale Development \| + 1' 58" \| \| \| 10è \| Sean Flynn \| Team dsm-firmenich PostNL \| + 2' 03" \| \| |                   |                                        |             |
| |                   |                                        |             |
| Font: ProCyclingStats |                   |                                        |             |
| Classificació general |                   |                                        |             |
| Corredor | Corredor          | Equip                                  | Temps       |
| 1r | Stephen Williams  | Israel-Premier Tech                    | 21h 25' 14" |
| 2n | Oscar Onley       | Team dsm-firmenich PostNL              | + 16"       |
| 3r | Tom Donnenwirth   | Decathlon AG2R La Mondiale Development | + 36"       |
| 4t | Mark Donovan      | Q36.5 Pro Cycling Team                 | + 40"       |
| 5è | Joseph Blackmore  | Israel-Premier Tech                    | + 41"       |
| 6è | Jelte Krijnsen    | Q36.5 Pro Cycling Team                 | + 1' 39"    |
| 7è | Edoardo Zambanini | Bahrain Victorious                     | + 1' 40"    |
| 8è | Mathias Bregnhøj  | Sabgal-Anicolor                        | + 1' 58"    |
| 9è | Noa Isidore       | Decathlon AG2R La Mondiale Development | + 1' 58"    |
| 10è | Sean Flynn        | Team dsm-firmenich PostNL              | + 2' 03"    |

## Evolució de les classificacions
| Etapa                  | Vencedor               | Classificació general | Classificació per punts | Classificació de la muntanya | Classificació dels esprints | Classificació per equips | Premi de la combativitat |
| ---------------------- | ---------------------- | --------------------- | ----------------------- | ---------------------------- | --------------------------- | ------------------------ | ------------------------ |
| 1                      | Paul Magnier           | Paul Magnier          | Julius Johansen         | Callum Thornley              | Paul Magnier                | Israel-Premier Tech      | Callum Thornley          |
| 2                      | Stephen Williams       | Stephen Williams      | Julius Johansen         | Callum Thornley              | Oscar Onley                 | Israel-Premier Tech      | Remco Evenepoel          |
| 3                      | Stephen Williams       | Stephen Williams      | Stephen Williams        | Callum Thornley              | Oscar Onley                 | Israel-Premier Tech      | Louis Sutton             |
| 4                      | Paul Magnier           | Stephen Williams      | Paul Magnier            | Callum Thornley              | Oscar Onley                 | Israel-Premier Tech      | Rowan Baker              |
| 5                      | Paul Magnier           | Stephen Williams      | Paul Magnier            | Callum Thornley              | Oscar Onley                 | Israel-Premier Tech      | Connor Swift             |
| 6                      | Matevž Govekar         | Stephen Williams      | Ethan Vernon            | Callum Thornley              | Oscar Onley                 | Israel-Premier Tech      | Callum Thornley          |
| Classificacions finals | Classificacions finals | Stephen Williams      | Ethan Vernon            | Callum Thornley              | Oscar Onley                 | Israel-Premier Tech      | Connor Swift             |

## Llista de participants
| Ineos Grenadiers IGD | Ineos Grenadiers IGD      | Ineos Grenadiers IGD |
| -------------------- | ------------------------- | -------------------- |
| Núm                  | Ciclista                  | Pos                  |
| 1                    | Tobias Foss (NOR)         | 45è                  |
| 2                    | Ethan Hayter (GBR) (ruta) | 49è                  |
| 3                    | Thomas Pidcock (GBR)      | DNF-6                |
| 4                    | Ben Swift (GBR)           | 15è                  |
| 5                    | Connor Swift (GBR)        | 22è                  |
| 6                    | Ben Turner (GBR)          | DNF-5                |

| Soudal Quick-Step SOQ | Soudal Quick-Step SOQ    | Soudal Quick-Step SOQ |
| --------------------- | ------------------------ | --------------------- |
| Núm                   | Ciclista                 | Pos                   |
| 11                    | Julian Alaphilippe (FRA) | 14è                   |
| 12                    | Remco Evenepoel (BEL)    | 28è                   |
| 13                    | Gil Gelders (BEL)        | 20è                   |
| 14                    | Paul Magnier (FRA)       | DNF-6                 |
| 15                    | Gianni Moscon (ITA)      | DNF-6                 |
| 16                    | Martin Svrček (SVK)      | 80è                   |

| Bahrain Victorious TBV | Bahrain Victorious TBV              | Bahrain Victorious TBV |
| ---------------------- | ----------------------------------- | ---------------------- |
| Núm                    | Ciclista                            | Pos                    |
| 21                     | Peio Bilbao López de Armentia (ESP) | 57è                    |
| 22                     | Nicolò Buratti (ITA)                | 35è                    |
| 23                     | Matevž Govekar (SLO)                | 39è                    |
| 24                     | Wout Poels (NED)                    | 17è                    |
| 25                     | Edoardo Zambanini (ITA)             | 7è                     |
| 26                     | Vlad Van Mechelen (BEL)             | 51è                    |

| Team dsm-firmenich PostNL DFP | Team dsm-firmenich PostNL DFP | Team dsm-firmenich PostNL DFP |
| ----------------------------- | ----------------------------- | ----------------------------- |
| Núm                           | Ciclista                      | Pos                           |
| 31                            | Sean Flynn (GBR)              | 10è                           |
| 32                            | Bjoern Koerdt (GBR)           | 43è                           |
| 33                            | Emīls Liepiņš (LAT) (ruta)    | 50è                           |
| 34                            | Oscar Onley (GBR)             | 2n                            |
| 35                            | Casper van Uden (NED)         | 64è                           |
| 36                            | Oliver Peace (GBR)            | 66è                           |

| Équipe continentale Groupama-FDJ CGF | Équipe continentale Groupama-FDJ CGF | Équipe continentale Groupama-FDJ CGF |
| ------------------------------------ | ------------------------------------ | ------------------------------------ |
| Núm                                  | Ciclista                             | Pos                                  |
| 41                                   | Noah Hobbs (GBR)                     | 60è                                  |
| 42                                   | Ben Askey (GBR)                      | 68è                                  |
| 43                                   | Lewis Bower (NZL)                    | 65è                                  |
| 44                                   | Maxime Decomble (FRA)                | 58è                                  |
| 45                                   | Ronan Augé (FRA)                     | 36è                                  |
| 46                                   | Joshua Golliker (GBR)                | 48è                                  |

| Decathlon AG2R La Mondiale Development DAD | Decathlon AG2R La Mondiale Development DAD | Decathlon AG2R La Mondiale Development DAD |
| ------------------------------------------ | ------------------------------------------ | ------------------------------------------ |
| Núm                                        | Ciclista                                   | Pos                                        |
| 51                                         | Tom Donnenwirth (FRA)                      | 3r                                         |
| 52                                         | Noa Isidore (FRA)                          | 9è                                         |
| 53                                         | Antoine L'Hote (FRA)                       | 16è                                        |
| 54                                         | Rasmus Søjberg Pedersen (DEN)              | 23è                                        |
| 55                                         | Baptiste Veistroffer (FRA)                 | 44è                                        |
| 56                                         | Killian Verschuren (FRA)                   | NP-4                                       |

| Israel-Premier Tech IPT | Israel-Premier Tech IPT | Israel-Premier Tech IPT |
| ----------------------- | ----------------------- | ----------------------- |
| Núm                     | Ciclista                | Pos                     |
| 61                      | Joseph Blackmore (GBR)  | 5è                      |
| 62                      | Simon Clarke (AUS)      | 75è                     |
| 63                      | Nick Schultz (AUS)      | 31è                     |
| 64                      | Jake Stewart (GBR)      | 13è                     |
| 65                      | Ethan Vernon (GBR)      | 61è                     |
| 66                      | Stephen Williams (GBR)  | 1r                      |

| Uno-X Mobility UXM | Uno-X Mobility UXM            | Uno-X Mobility UXM |
| ------------------ | ----------------------------- | ------------------ |
| Núm                | Ciclista                      | Pos                |
| 71                 | Jonas Abrahamsen (NOR)        | 12è                |
| 72                 | Erlend Blikra (NOR)           | 73è                |
| 73                 | Simon Dalby (DEN)             | 56è                |
| 74                 | Erik Nordsæter Resell (NOR)   | 67è                |
| 75                 | Markus Hoelgaard (NOR) (ruta) | 38è                |
| 76                 | Sakarias Koller Løland (NOR)  | 62è                |

| Q36.5 Pro Cycling Team Q36 | Q36.5 Pro Cycling Team Q36 | Q36.5 Pro Cycling Team Q36 |
| -------------------------- | -------------------------- | -------------------------- |
| Núm                        | Ciclista                   | Pos                        |
| 81                         | Mark Donovan (GBR)         | 4t                         |
| 82                         | Damien Howson (AUS)        | 47è                        |
| 83                         | Jelte Krijnsen (NED)       | 6è                         |
| 84                         | Joey Rosskopf (USA)        | 55è                        |
| 85                         | Rory Townsend (IRL)        | 34è                        |
| 86                         | Nickolas Zukowsky (CAN)    | 26è                        |

| Lidl-Trek Future Racing LTF | Lidl-Trek Future Racing LTF | Lidl-Trek Future Racing LTF |
| --------------------------- | --------------------------- | --------------------------- |
| Núm                         | Ciclista                    | Pos                         |
| 91                          | Nils Aebersold (SUI)        | 18è                         |
| 92                          | Martin Pedersen (DEN)       | 46è                         |
| 93                          | Cole Kessler (USA)          | 69è                         |
| 94                          | Liam O'Brien (IRL)          | 33è                         |
| 95                          | Cameron Rogers (AUS)        | 86è                         |
| 96                          | Paul Verbnjak (AUT)         | 42è                         |

| Van Rysel-Roubaix VRR | Van Rysel-Roubaix VRR      | Van Rysel-Roubaix VRR |
| --------------------- | -------------------------- | --------------------- |
| Núm                   | Ciclista                   | Pos                   |
| 101                   | Kévin Avoine (FRA)         | 63è                   |
| 102                   | Rémi Capron (FRA)          | 21è                   |
| 103                   | Samuel Leroux (FRA)        | 29è                   |
| 104                   | Emmanuel Morin (FRA)       | 41è                   |
| 105                   | Norman Vahtra (EST)        | 70è                   |
| 106                   | Oscar Nilsson-Julien (FRA) | DNF-4                 |

| Project Echelon Racing PEC | Project Echelon Racing PEC | Project Echelon Racing PEC |
| -------------------------- | -------------------------- | -------------------------- |
| Núm                        | Ciclista                   | Pos                        |
| 111                        | Colby Lange (USA)          | DNF-3                      |
| 112                        | Laurent Gervais (CAN)      | 53è                        |
| 113                        | Cade Bickmore (USA)        | DNF-5                      |
| 114                        | Ethan Craine (NZL)         | 87è                        |
| 115                        | Hugo Scala (USA)           | NP-6                       |
| 116                        | Scott McGill (USA)         | 90è                        |

| Trinity Racing TRI | Trinity Racing TRI     | Trinity Racing TRI |
| ------------------ | ---------------------- | ------------------ |
| Núm                | Ciclista               | Pos                |
| 121                | Robert Donaldson (GBR) | 11è                |
| 122                | Callum Thornley (GBR)  | 37è                |
| 123                | Joseph Pidcock (GBR)   | 79è                |
| 124                | Fergus Browning (AUS)  | 27è                |
| 125                | Dean Harvey (IRL)      | 84è                |
| 126                | Alex Beldon (GBR)      | 76è                |

| Sabgal-Anicolor SAT | Sabgal-Anicolor SAT    | Sabgal-Anicolor SAT |
| ------------------- | ---------------------- | ------------------- |
| Núm                 | Ciclista               | Pos                 |
| 131                 | Mathias Bregnhøj (DEN) | 8è                  |
| 132                 | Julius Johansen (DEN)  | 25è                 |
| 133                 | André Carvalho (POR)   | DNF-3               |
| 134                 | Oliver Rees (GBR)      | 24è                 |
| 135                 | Duarte Domingues (POR) | 72è                 |
| 136                 | Jaime Castrillo (ESP)  | DNF-3               |

| Saint Piran SPC | Saint Piran SPC       | Saint Piran SPC |
| --------------- | --------------------- | --------------- |
| Núm             | Ciclista              | Pos             |
| 141             | Rowan Baker (GBR)     | 77è             |
| 142             | James McKay (GBR)     | 82è             |
| 143             | Joshua Ludman (AUS)   | 40è             |
| 144             | Bradley Symonds (GBR) | 52è             |
| 145             | Oliver Wood (GBR)     | 81è             |
| 146             | Dylan Westley (GBR)   | 32è             |

| Global 6 United GLC | Global 6 United GLC     | Global 6 United GLC |
| ------------------- | ----------------------- | ------------------- |
| Núm                 | Ciclista                | Pos                 |
| 151                 | Giacomo Ballabio (ITA)  | NP-6                |
| 152                 | Ronan O'Connor (IRL)    | DNF-3               |
| 153                 | Callum Ormiston (RSA)   | DNF-2               |
| 154                 | Wesley Mol (NED)        | 85è                 |
| 156                 | Edouard Bonnefoix (FRA) | 91è                 |

| REMBE Pro Cycling Team Sauerland SVL | REMBE Pro Cycling Team Sauerland SVL | REMBE Pro Cycling Team Sauerland SVL |
| ------------------------------------ | ------------------------------------ | ------------------------------------ |
| Núm                                  | Ciclista                             | Pos                                  |
| 161                                  | Jacob Scott (GBR)                    | 71è                                  |
| 162                                  | Paul Wright (NZL)                    | 19è                                  |
| 163                                  | Lennart Voege (GER)                  | 89è                                  |
| 164                                  | Yago Aguirre (ESP)                   | 54è                                  |
| 165                                  | Jonathan Rottmann (GER)              | 83è                                  |
| 166                                  | Sebastian Niehues (GER)              | 88è                                  |

| Gran Bretanya GBR | Gran Bretanya GBR   | Gran Bretanya GBR |
| ----------------- | ------------------- | ----------------- |
| Núm               | Ciclista            | Pos               |
| 171               | Lucas Max Greensill | 59è               |
| 172               | Louis Sutton        | DNF-6             |
| 173               | Ben Wiggins         | 78è               |
| 174               | Matthew Holmes      | 30è               |
| 175               | Michael Gill        | 74è               |
| 176               | Max Walker          | DNF-6             |

| Ineos Grenadiers IGD | Ineos Grenadiers IGD      | Ineos Grenadiers IGD |
| -------------------- | ------------------------- | -------------------- |
| Núm                  | Ciclista                  | Pos                  |
| 1                    | Tobias Foss (NOR)         | 45è                  |
| 2                    | Ethan Hayter (GBR) (ruta) | 49è                  |
| 3                    | Thomas Pidcock (GBR)      | DNF-6                |
| 4                    | Ben Swift (GBR)           | 15è                  |
| 5                    | Connor Swift (GBR)        | 22è                  |
| 6                    | Ben Turner (GBR)          | DNF-5                |

| Soudal Quick-Step SOQ | Soudal Quick-Step SOQ    | Soudal Quick-Step SOQ |
| --------------------- | ------------------------ | --------------------- |
| Núm                   | Ciclista                 | Pos                   |
| 11                    | Julian Alaphilippe (FRA) | 14è                   |
| 12                    | Remco Evenepoel (BEL)    | 28è                   |
| 13                    | Gil Gelders (BEL)        | 20è                   |
| 14                    | Paul Magnier (FRA)       | DNF-6                 |
| 15                    | Gianni Moscon (ITA)      | DNF-6                 |
| 16                    | Martin Svrček (SVK)      | 80è                   |

| Bahrain Victorious TBV | Bahrain Victorious TBV              | Bahrain Victorious TBV |
| ---------------------- | ----------------------------------- | ---------------------- |
| Núm                    | Ciclista                            | Pos                    |
| 21                     | Peio Bilbao López de Armentia (ESP) | 57è                    |
| 22                     | Nicolò Buratti (ITA)                | 35è                    |
| 23                     | Matevž Govekar (SLO)                | 39è                    |
| 24                     | Wout Poels (NED)                    | 17è                    |
| 25                     | Edoardo Zambanini (ITA)             | 7è                     |
| 26                     | Vlad Van Mechelen (BEL)             | 51è                    |

| Team dsm-firmenich PostNL DFP | Team dsm-firmenich PostNL DFP | Team dsm-firmenich PostNL DFP |
| ----------------------------- | ----------------------------- | ----------------------------- |
| Núm                           | Ciclista                      | Pos                           |
| 31                            | Sean Flynn (GBR)              | 10è                           |
| 32                            | Bjoern Koerdt (GBR)           | 43è                           |
| 33                            | Emīls Liepiņš (LAT) (ruta)    | 50è                           |
| 34                            | Oscar Onley (GBR)             | 2n                            |
| 35                            | Casper van Uden (NED)         | 64è                           |
| 36                            | Oliver Peace (GBR)            | 66è                           |

| Équipe continentale Groupama-FDJ CGF | Équipe continentale Groupama-FDJ CGF | Équipe continentale Groupama-FDJ CGF |
| ------------------------------------ | ------------------------------------ | ------------------------------------ |
| Núm                                  | Ciclista                             | Pos                                  |
| 41                                   | Noah Hobbs (GBR)                     | 60è                                  |
| 42                                   | Ben Askey (GBR)                      | 68è                                  |
| 43                                   | Lewis Bower (NZL)                    | 65è                                  |
| 44                                   | Maxime Decomble (FRA)                | 58è                                  |
| 45                                   | Ronan Augé (FRA)                     | 36è                                  |
| 46                                   | Joshua Golliker (GBR)                | 48è                                  |

| Decathlon AG2R La Mondiale Development DAD | Decathlon AG2R La Mondiale Development DAD | Decathlon AG2R La Mondiale Development DAD |
| ------------------------------------------ | ------------------------------------------ | ------------------------------------------ |
| Núm                                        | Ciclista                                   | Pos                                        |
| 51                                         | Tom Donnenwirth (FRA)                      | 3r                                         |
| 52                                         | Noa Isidore (FRA)                          | 9è                                         |
| 53                                         | Antoine L'Hote (FRA)                       | 16è                                        |
| 54                                         | Rasmus Søjberg Pedersen (DEN)              | 23è                                        |
| 55                                         | Baptiste Veistroffer (FRA)                 | 44è                                        |
| 56                                         | Killian Verschuren (FRA)                   | NP-4                                       |

| Israel-Premier Tech IPT | Israel-Premier Tech IPT | Israel-Premier Tech IPT |
| ----------------------- | ----------------------- | ----------------------- |
| Núm                     | Ciclista                | Pos                     |
| 61                      | Joseph Blackmore (GBR)  | 5è                      |
| 62                      | Simon Clarke (AUS)      | 75è                     |
| 63                      | Nick Schultz (AUS)      | 31è                     |
| 64                      | Jake Stewart (GBR)      | 13è                     |
| 65                      | Ethan Vernon (GBR)      | 61è                     |
| 66                      | Stephen Williams (GBR)  | 1r                      |

| Uno-X Mobility UXM | Uno-X Mobility UXM            | Uno-X Mobility UXM |
| ------------------ | ----------------------------- | ------------------ |
| Núm                | Ciclista                      | Pos                |
| 71                 | Jonas Abrahamsen (NOR)        | 12è                |
| 72                 | Erlend Blikra (NOR)           | 73è                |
| 73                 | Simon Dalby (DEN)             | 56è                |
| 74                 | Erik Nordsæter Resell (NOR)   | 67è                |
| 75                 | Markus Hoelgaard (NOR) (ruta) | 38è                |
| 76                 | Sakarias Koller Løland (NOR)  | 62è                |

| Q36.5 Pro Cycling Team Q36 | Q36.5 Pro Cycling Team Q36 | Q36.5 Pro Cycling Team Q36 |
| -------------------------- | -------------------------- | -------------------------- |
| Núm                        | Ciclista                   | Pos                        |
| 81                         | Mark Donovan (GBR)         | 4t                         |
| 82                         | Damien Howson (AUS)        | 47è                        |
| 83                         | Jelte Krijnsen (NED)       | 6è                         |
| 84                         | Joey Rosskopf (USA)        | 55è                        |
| 85                         | Rory Townsend (IRL)        | 34è                        |
| 86                         | Nickolas Zukowsky (CAN)    | 26è                        |

| Lidl-Trek Future Racing LTF | Lidl-Trek Future Racing LTF | Lidl-Trek Future Racing LTF |
| --------------------------- | --------------------------- | --------------------------- |
| Núm                         | Ciclista                    | Pos                         |
| 91                          | Nils Aebersold (SUI)        | 18è                         |
| 92                          | Martin Pedersen (DEN)       | 46è                         |
| 93                          | Cole Kessler (USA)          | 69è                         |
| 94                          | Liam O'Brien (IRL)          | 33è                         |
| 95                          | Cameron Rogers (AUS)        | 86è                         |
| 96                          | Paul Verbnjak (AUT)         | 42è                         |

| Van Rysel-Roubaix VRR | Van Rysel-Roubaix VRR      | Van Rysel-Roubaix VRR |
| --------------------- | -------------------------- | --------------------- |
| Núm                   | Ciclista                   | Pos                   |
| 101                   | Kévin Avoine (FRA)         | 63è                   |
| 102                   | Rémi Capron (FRA)          | 21è                   |
| 103                   | Samuel Leroux (FRA)        | 29è                   |
| 104                   | Emmanuel Morin (FRA)       | 41è                   |
| 105                   | Norman Vahtra (EST)        | 70è                   |
| 106                   | Oscar Nilsson-Julien (FRA) | DNF-4                 |

| Project Echelon Racing PEC | Project Echelon Racing PEC | Project Echelon Racing PEC |
| -------------------------- | -------------------------- | -------------------------- |
| Núm                        | Ciclista                   | Pos                        |
| 111                        | Colby Lange (USA)          | DNF-3                      |
| 112                        | Laurent Gervais (CAN)      | 53è                        |
| 113                        | Cade Bickmore (USA)        | DNF-5                      |
| 114                        | Ethan Craine (NZL)         | 87è                        |
| 115                        | Hugo Scala (USA)           | NP-6                       |
| 116                        | Scott McGill (USA)         | 90è                        |

| Trinity Racing TRI | Trinity Racing TRI     | Trinity Racing TRI |
| ------------------ | ---------------------- | ------------------ |
| Núm                | Ciclista               | Pos                |
| 121                | Robert Donaldson (GBR) | 11è                |
| 122                | Callum Thornley (GBR)  | 37è                |
| 123                | Joseph Pidcock (GBR)   | 79è                |
| 124                | Fergus Browning (AUS)  | 27è                |
| 125                | Dean Harvey (IRL)      | 84è                |
| 126                | Alex Beldon (GBR)      | 76è                |

| Sabgal-Anicolor SAT | Sabgal-Anicolor SAT    | Sabgal-Anicolor SAT |
| ------------------- | ---------------------- | ------------------- |
| Núm                 | Ciclista               | Pos                 |
| 131                 | Mathias Bregnhøj (DEN) | 8è                  |
| 132                 | Julius Johansen (DEN)  | 25è                 |
| 133                 | André Carvalho (POR)   | DNF-3               |
| 134                 | Oliver Rees (GBR)      | 24è                 |
| 135                 | Duarte Domingues (POR) | 72è                 |
| 136                 | Jaime Castrillo (ESP)  | DNF-3               |

| Saint Piran SPC | Saint Piran SPC       | Saint Piran SPC |
| --------------- | --------------------- | --------------- |
| Núm             | Ciclista              | Pos             |
| 141             | Rowan Baker (GBR)     | 77è             |
| 142             | James McKay (GBR)     | 82è             |
| 143             | Joshua Ludman (AUS)   | 40è             |
| 144             | Bradley Symonds (GBR) | 52è             |
| 145             | Oliver Wood (GBR)     | 81è             |
| 146             | Dylan Westley (GBR)   | 32è             |

| Global 6 United GLC | Global 6 United GLC     | Global 6 United GLC |
| ------------------- | ----------------------- | ------------------- |
| Núm                 | Ciclista                | Pos                 |
| 151                 | Giacomo Ballabio (ITA)  | NP-6                |
| 152                 | Ronan O'Connor (IRL)    | DNF-3               |
| 153                 | Callum Ormiston (RSA)   | DNF-2               |
| 154                 | Wesley Mol (NED)        | 85è                 |
| 156                 | Edouard Bonnefoix (FRA) | 91è                 |

| REMBE Pro Cycling Team Sauerland SVL | REMBE Pro Cycling Team Sauerland SVL | REMBE Pro Cycling Team Sauerland SVL |
| ------------------------------------ | ------------------------------------ | ------------------------------------ |
| Núm                                  | Ciclista                             | Pos                                  |
| 161                                  | Jacob Scott (GBR)                    | 71è                                  |
| 162                                  | Paul Wright (NZL)                    | 19è                                  |
| 163                                  | Lennart Voege (GER)                  | 89è                                  |
| 164                                  | Yago Aguirre (ESP)                   | 54è                                  |
| 165                                  | Jonathan Rottmann (GER)              | 83è                                  |
| 166                                  | Sebastian Niehues (GER)              | 88è                                  |

| Gran Bretanya GBR | Gran Bretanya GBR   | Gran Bretanya GBR |
| ----------------- | ------------------- | ----------------- |
| Núm               | Ciclista            | Pos               |
| 171               | Lucas Max Greensill | 59è               |
| 172               | Louis Sutton        | DNF-6             |
| 173               | Ben Wiggins         | 78è               |
| 174               | Matthew Holmes      | 30è               |
| 175               | Michael Gill        | 74è               |
| 176               | Max Walker          | DNF-6             |